# Guembelia stenobasis
Guembelia stenobasis là một loài Rêu trong họ Grimmiaceae. Loài này được (Dixon) Ochyra & Żarnowiec mô tả khoa học đầu tiên năm 2003.